# Železniční trať Beer Ševa – Dimona

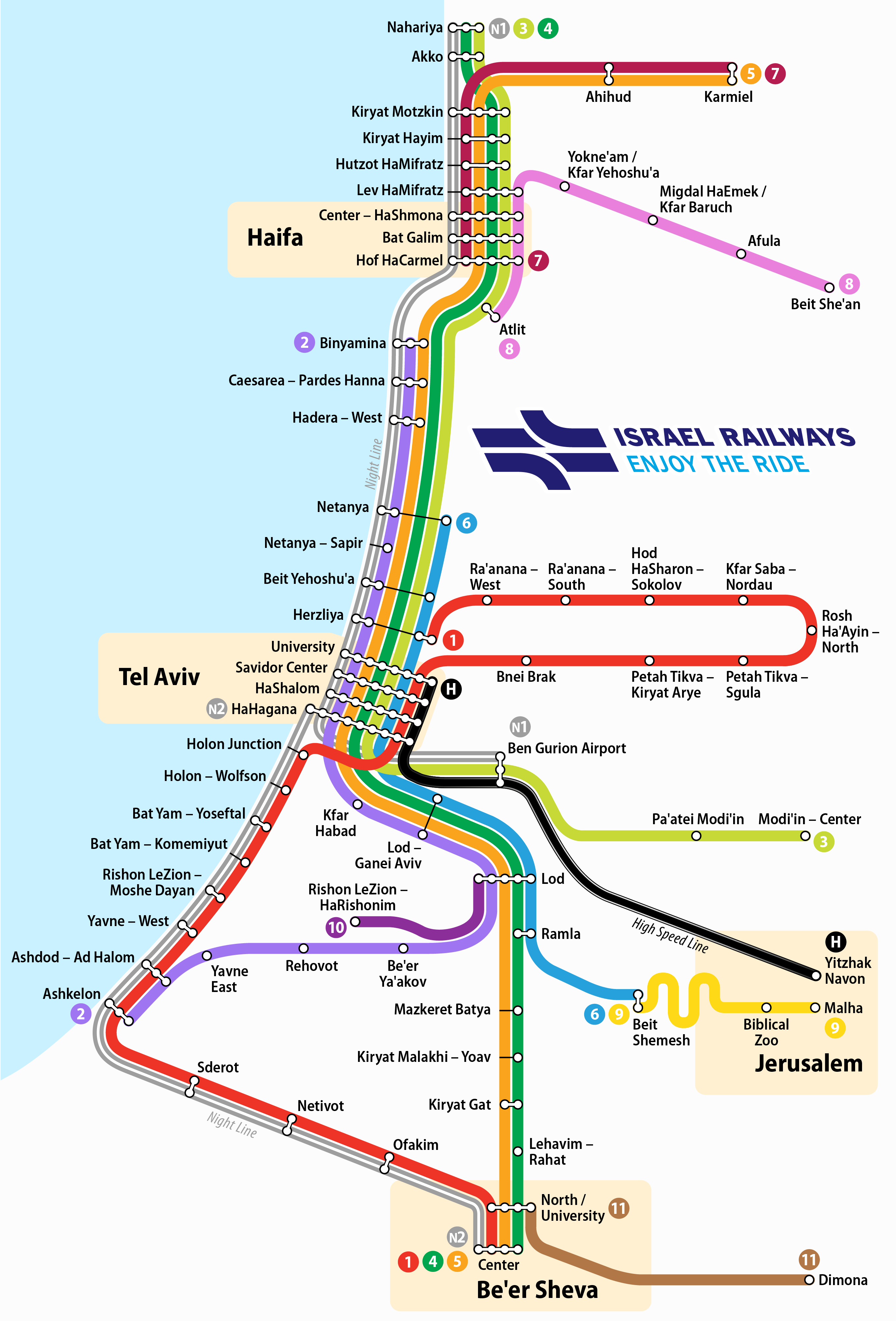
Schéma linkového vedení izraelských drah k roku 2018, trať z Beerševy do Dimony znázorňuje hnědá linie

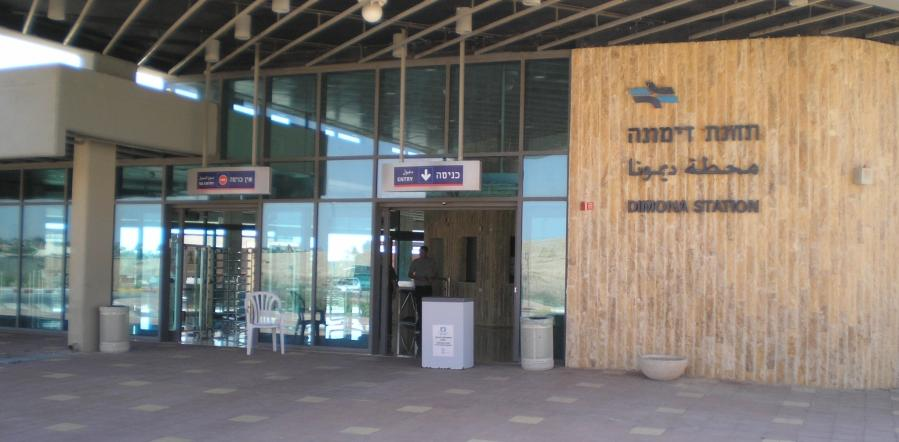
železniční stanice Dimona

Železniční trať Beerševa–Dimona je železniční trať v Izraeli, která vede z města Beerševa do města Dimona (pro osobní přepravu) a dále do hloubi Negevské poušti jako průmyslová vlečka. 

## Dějiny
Trať z Beerševy do Dimony byla otevřena roku 1965. Kromě osobní přepravy zde fungoval i nákladní provoz, kvůli kterému v roce 1970 vyrostl úsek Dimona-Oron a roku 1971 trať do lokality Cefa. V roce 1977 pak další úsek železnice dosáhl až do Nachal Cin v odlehlé oblasti Negevské pouště. V roce 1979 byla osobní přeprava do Dimony přerušena kvůli nízkému využití. Obnovena byla až roku 2005, po rozsáhlé rekonstrukci a zdvoukolejnění tratě.

## Popis trasy
Z tratě Tel Aviv-Beerševa vybíhá na východním okraji Beerševy, jižně od železniční stanice Be'er Ševa cafon. Vede pak k jihovýchodu okolo beduínského města Tel Ševa, vesnice Nevatim, rozptýleného beduínského osídlení podél dálnice číslo 25 a beduínského města Ar'ara ba-Negev. V žádné s těchto lokalit nestaví. Kromě výchozí železniční stanice Be'er Ševa Cafon se tu nachází jediná stanice pro osobní dopravu, konečná železniční stanice Dimona. Úsek do Dimony má celkovou délku cca 35 kilometrů. Ještě dál vedou kolejové úseky využívané průmyslem. Nejdále dosahují až do továrních komplexů na břehu Mrtvého moře.